# 1522

## Събития
- Фернандо Магелан завършва експедицията си.
- След 213-годишно владение, Рицарите Хоспиталиери напускат остров Родос, под натиска на османската армия на Сюлейман I Великолепни.

## Родени
- 28 декември – Маргарита Пармска, херцогиня на Парма

## Починали
- 14 ноември – Ан дьо Божьо, регентка на Франция